# Céline Sciamma
Céline Sciamma (Pontoise, 12 de novembre de 1978) és una guionista i directora de cinema francesa.
L'obra de Sciamma és extraordinàriament minimalista. Tot i que és molt formalista i idiosincràtica (sobretot per la seva falta de diàleg i la seva posada en escena molt estilitzada), la realització de Sciamma, que comença amb Naissance des Pieuvres (2007), es relaciona estretament amb les característiques de la realització del cinema de França, sobretot en la seva èmfasi en la presentació de pel·lícules coming-of-age centrades en adolescents o preadolescents com ara Bande de filles o Tomboy. Tot i això el reconeixement internacional arriba amb el drama romàntic d'època Retrat d'una dona en flames.

## Joventut i educació
Sciamma es va criar a Cergy-Pontoise, un suburbi a les rodalies de París. El seu pare, Dominique Sciamma, és dissenyador de programari, i el seu germà, Laurent Sciamma, és un humorista, tot i que anteriorment havia sigut dissenyador gràfic.
Abans d'assistir a La Fémis, Sciamma va estudiar literatura. De petita, era una gran lectora i es va interessar pel cinema com a adolescent gràcies a la seva avia, a qui li agradava amb gran passió el cinema clàssic de Hollywood. Va escriure el seu primer guió original de Naissance des Pieuvres com a part de la seva avaluació final a La Fémis. Xavier Beauvois, que va ser president del quadre d'avaluació i que va ser considerat com el seu mentor, la va convèncer per fer la pel·lícula. Sciamma, però, mai es proposà dirigir, la seva primera idea fou centrar-se en l'escriptora de guions o la critica cinematogràfica, ja que considerava que la direcció era una feina massa masculinitzada. Un any després d'acabar l'escola, va començar a rodar la pel·lícula a la seva ciutat natal.

## Carrera
La seva primera pel·lícula, Naissance des Pieuvres (2007), va ser seleccionada per a la projecció a la secció Un certain regard al Festival de Cannes 2007. La pel·lícula va obtenir tres nominacions als Premis César 2008; Sciamma va ser nominada al premi César al millor debut del 2008, i les actrius Adèle Haenel i Louise Blachère van ser nominades al premi César del 2008 per a la millor actriu prometedora.
Sciamma va dirigir el seu primer curtmetratge Pauline el 2009 com a part de la campanya del govern francès contra l'homofòbia anomenada «Cinc pel·lícules contra l'homofòbia».
El seu film de 2011, Tomboy, va ser escrit i rodat en qüestió de mesos. Sciamma va escriure el guió en tres setmanes, va completar el càsting en tres setmanes i va rodar la pel·lícula en 20 dies. Es va estrenar al 61è Festival Internacional de Cinema de Berlín a la secció Panorama del festival. La pel·lícula es va mostrar a les escoles franceses com a part d'un programa educatiu.
El 2014 va estar a la portada del primer número de la revista Well Well Well que tracta la cultura lesbiana.
La seva pel·lícula Bande de filles (2014) va ser seleccionada per ser projectada com a part de la secció Quinzena de realitzadors del Festival de Cannes 2014. La pel·lícula també es va reproduir al Festival Internacional de Cinema de Toronto 2014 i al Festival de Cinema de Sundance 2015. En entrevistes, Sciamma va afirmar que Bande de filles seria la seva última pel·lícula coming-of-age i la va considerar, juntament amb Naissance des Pieuvres i Tomboy, una trilogia.
Des del 2015, Sciamma ha exercit com a copresidenta de la SRF (Societat de directors de cinema). Va presidir el jurat del 9è Festival de Cinema Europeu de Les Arcs.
A més de la direcció de les seves pròpies pel·lícules, Sciamma també treballa com a guionista per a altres directors. Va ser buscada per André Téchiné, l'obra del qual Sciamma admirava de jove, per co-escriure el guió de la seva pel·lícula Quand on a 17 ans (2016).
El seu quart llargmetratge titulat Retrat d'una dona en flames (2019) es va començar a rodar a la tardor de 2018. La pel·lícula es va estrenar a Competició al Festival de Cannes 2019, on va guanyar el Queer Palm i el premi al millor guió.
L'any 2021 Sciamma va estrenar dues pel·lícules com a guionista, la primera Les Olympiades, basada en un còmic. La segona, un projecte més personal que també va dirigir fou Petite Maman, un drama intim entre una filla i la seva mare després de la mort de l'avia de la nena. La pel·lícula es va projectar al 69è Festival Internacional de Cinema de Sant Sebastià.

## Activisme
Sciamma és feminista. Va ser una de les primeres signants de la branca francesa del moviment 5050 per 2020, un grup de professionals de la indústria cinematogràfica francesa que defensaven la paritat de gènere en el cinema. A l'estrena de la seva pel·lícula Retrat d'una dona en flames (2019) al Festival de Cannes 2019, tant Sciamma com l'actriu principal Adèle Haenel portaven 50/50 pins per donar suport al moviment.
El 2018, va coorganitzar i participar en la protesta femenina contra la desigualtat al Festival de Cannes 2018 juntament amb moltes dones destacades del cinema, com Agnès Varda, Ava DuVernay, Cate Blanchett i Léa Seydoux.

## Vida personal
Sciamma és lesbiana, i el 2014, Adèle Haenel, en el discurs d'acceptació als Premis César, va reconèixer públicament que mantenia una relació amb Sciamma. Les dues es van conèixer al plató de la pel·lícula Naissance des Pieuvres (2007). La parella es va separar de manera amistosa en algun moment abans de la filmació de Retrat d'una dona en flames (2019) que Sciamma va dirigir i Haenel va protagonitzar. Sciamma té un germà, Laurent Sciamma, què és humorista.

## Estil
Sciamma col·labora sovint amb el productor francès de música electrònica i director de cinema Para One, que ha fet la música totes les pel·lícules de Sciamma i amb la cinematògrafa Crystel Fournier.
És coneguda per fer càstings a actors no professionals per a les seves pel·lícules. També escull sovint a l'actriu Adèle Haenel que ha aparegut a Naissance des Pieuvres (2007), Pauline (2009) i Portrait de la jeune fille en feu (2019)
Sciamma ha dit que la moda i l'estil formen una part important de la caracterització i és per això que, encara que no sigui acreditat, treballa com a dissenyadora de vestits per a totes les seves pel·lícules.

## Filmografia

### Curtmetratges
| Any  | Títol                    | Com a...  | Com a...  | Annotacions                                                                |
| Any  | Títol                    | Directora | Guionista | Annotacions                                                                |
| ---- | ------------------------ | --------- | --------- | -------------------------------------------------------------------------- |
| 2004 | Les Premières Communions | No        | Sí        |                                                                            |
| 2006 | Cache ta joie            | No        | Sí        |                                                                            |
| 2009 | Pauline                  | Sí        | Sí        | Idea original de Daphné Charbonneau. No hi ha acreditació en quant a guió. |

### Llargmetratges
| Any  | Títol                                  | Com a...  | Com a...  | Notes |
| Any  | Títol                                  | Directora | Guionista | Notes |
| ---- | -------------------------------------- | --------- | --------- | --- |
| 2007 | Naissance des Pieuvres (Water Lillies) | Sí        | Sí        | Sciamma fa un breu paper com a treballadora d'un McDonald's.                                                                     |
| 2010 | Ivory Tower                            |           | Sí        | Co-escrita amb Tiga Sontag, Adam Traynor, Emilie Saada i William Carney.                                                         |
| 2011 | Tomboy                                 | Sí        | Sí        | |
| 2014 | Bande de filles                        | Sí        | Sí        | També dissenyadora de vestuari.                                                                                                  |
| 2016 | Quand on a 17 ans                      |           | Sí        | Co-escrita amb André Téchiné i amb la col·laboració de Régis de Martrin-Donos.                                                   |
| 2016 | La vida d'en Carbassó                  |           | Sí        | Sciamma és acreditada com a guionista del guió final però amb la col·laboració de Claude Barras, Morgan Navarro i Germano Zullo. |
| 2019 | Retrat d'una dona en flames            | Sí        | Sí        | |
| 2021 | Petite maman                           | Sí        | Sí        | També dissenyadora de vestuari.                                                                                                  |
| 2021 | Les Olympiades, Paris 13e              | No        | Sí        | Co-escrita amb Léa Mysius i Jacques Audiard, també director de la pel·lícula.                                                    |

### Altres rols
| Any  | Títol         | Rol                                                                                             |
| ---- | ------------- | ----------------------------------------------------------------------------------------------- |
| 2014 | Bird People   | Consultora de guió                                                                              |
| 2014 | Mademoiselle  | Paper menor com actriu                                                                          |
| 2014 | Bébé Tigre    | Consultora argumental                                                                           |
| 2018 | With the Wind | Guió de Antoine Jaccoud i Bettina Oberli amb la col·laboració de Thomas Ritter i Céline Sciamma |

## Premis
| Any  | Títol                                  | Premis |
| ---- | -------------------------------------- | --- |
| 2007 | Naissance des Pieuvres (Water Lillies) | Premi Louis Delluc a la millor primera pel·lícula Festival de Cinema Cabourg - Premi Juvenil del Jurat Nominada - Premis César al millor llargmetratge Nominada - Caméra d'Or (Festival de Cannes 2007) Nominada - Premi Un Certain Regard (Festival de Cannes 2007)                                                                 |
| 2011 | Tomboy                                 | Festival Internacional de Cinema de Berlín - Premi Teddy del Jurat Festival Internacional de Cinema Independent de Buenos Aires - Premi FIPRESCI Festival Internacional de Cinema Independent de Buenos Aires - Premi SIGNIS Premi Jacques Prévert a l'Escenari al millor guió original                                              |
| 2014 | Bande de filles                        | Premi Kermode al millor director Festival Internacional de Cinema d'Estocolm a la millor pel·lícula Premis Lumières - Premi especial del jurat Nominada - Premis César al millor director Nominada - Premi LUX del Parlament Europeu Nominada - Premis Lumières a la millor pel·lícula Nominada - Premis Lumières al millor director |
| 2016 | La vida d'en Carbassó                  | Premis Cèsar a la millor adaptació Premis Lumières al millor guió Nominada - Premi Annie per la redacció en una producció d'un llargmetratge |
| 2019 | Portrait de la jeune fille en feu      | Premi al millor guió (Festival de Cannes 2019) |
| 2021 | Petite maman                           | |
| 2021 | Les Olympiades, Paris 13e              | |